# Supino (cognome)
Supino è un cognome di lingua italiana.

## Varianti
Supini.

## Origine e diffusione
Cognome tipicamente centrale, è presente prevalentemente in Lazio.
Potrebbe derivare dal toponimo Supino.

## Persone
- David Supino (1850-1937) – accademico italiano
- Felice Supino (1870-1946) – ittiologo e acarologo italiano
- Giulio Supino (1898-1978) – ingegnere e matematico italiano